# 팔코모나스속
팔코모나스속(Falcomonas)은 크루모나스과에 속하는 은편모조류 속의 일종이다. 유일종, 팔코모나스 다우코이데스(Falcomonas daucoides)을 포함하고 있다.